# USS Hull (DD-7)
USS Hull (DD-7) – amerykański niszczyciel typu Bainbridge. Okręt United States Navy noszący nazwę pochodzącą od komodora Isaaca Hulla.
Okręt został zwodowany w stoczni Harlan & Hollingsworth w Wilmington (Delaware) 21 czerwca 1902, matką chrzestną była pani Mabel Hull, krewna patrona okrętu. Niszczyciel wszedł do służby 20 maja 1903, pierwszym dowódcą został Lt. S. S. Robinson.
W czasie 2 pierwszych lat służby był zaangażowany w patrole i szkolenia w pobliżu Newport i w Zatoce Chesapeake. Po rejsie na Karaiby w okresie styczeń-kwiecień 1905 wrócił do League Island w Pensylwanii i został tam wycofany ze służby 30 września.
„Hull” wrócił do służby 14 listopada 1906 w Filadelfii i wziął udział w zimowych manewrach floty na wodach kubańskich. Po operacjach w rejonie Newport jednostka wróciła do Norfolk w październiku 1907 by przygotować się do podróży w ramach Wielkiej Białej Floty. Niszczyciel wypłynął jako jednostka eskortowa 2 grudnia i po odwiedzinach w wielu portach Ameryki Południowej i Środkowej płynąc tą podobną trasą do 16 pancerników amerykańskich, dotarł do San Diego 28 kwietnia 1907. „Hull” został wydzielony z formacji na zachodnim wybrzeżu, podczas gdy formacja popłynęła dalej w rejs dookoła świata. Niszczyciel pozostawał w rejonie San Francisco do 24 sierpnia 1908, gdy wypłynął na południowy Pacyfik. Wziął udział w ćwiczeniach na wodach Hawajów i Samoa.
Okręt spędził pozostały czas do I wojną światową na zwyczajnej służbie składającej się z patroli i szkoleń w pobliżu wybrzeża Kalifornii. Został wycofany ze służby 30 października 1912 i dołączył do Rezerwowego Dywizjonu Torpedowego (ang. Reserve Torpedo Division) w Mare Island. Gdy posiadał status jednostki rezerwowej odbył kilka okazjonalnych rejsów szkoleniowych do portów kalifornijskich.
Gdy Stany Zjednoczone przystąpiły do I wojny światowej w kwietniu 1917 „Hull” przeszedł przegląd w Mare Island. 25 kwietnia popłynął wraz z innymi niszczycielami do Strefy Kanału Panamskiego, gdzie przez 3 miesiące był zaangażowany w patrolowanie zachodnich podejść do kanału. Do Norfolk odpłynął 26 lipca by pełnić służbę eskortową i patrolową wzdłuż wschodniego wybrzeża USA. „Hull” w ciągu następnych miesięcy eskortował jednostki płynące na Bermudy i brał udział w manewrach szkoleniowych floty. W czerwcu 1918 przerwał atak U-151 na statek handlowy. Często ratował także załogi zatopionych jednostek. Służbę patrolową w tym rejonie pełnił do końca wojny.
„Hull” wszedł do Filadelfii 29 stycznia 1919 i został wycofany ze służby 7 lipca. Okręt sprzedano 5 stycznia 1921 firmie Josepha G. Hitnera z Filadelfii.